# 明大スポーツ
明大スポーツ（めいだいスポーツ）は、明治大学唯一の学生新聞（2019年（平成31年）現在）。明大スポーツ新聞部が発行する。略称は「明スポ」（めいスポ）。

## 概要
1953年（昭和28年）7月に、日本で初めての学生スポーツ新聞「駿台スポーツ（すんだいスポーツ）」として創刊された。1956年（昭和31年）4月に「明大スポーツ」と改題し、1998年（平成10年）には発行第300号を達成している。
明治大学の体育会運動部の成績や学内の話題などを中心に掲載するが、1990年代以降は生活情報にも力を入れている。新聞の一面は年間を通して常に多色カラーである。
発行は通常発行が年間で8回に加え、毎年4月の新入生歓迎号、12月のラグビー明早戦特集号などを含めて年10回ほど。通常発行部数はおよそ1万5000部であるが、明早戦特集号の発行部数はおよそ3万部である。印刷・編集は東日印刷にて行っている。
学生新聞としての評価も高く、大学新聞コンテストでも数多くの優勝を飾っている。